# 东峰镇 (建瓯市)
东峰镇，是中华人民共和国福建省南平市建瓯市下辖的一个乡镇级行政单位。

## 行政区划
东峰镇下辖以下地区：
东屯社区、风山社区、杨梅村、裴桥村、长源村、岚下村、湍下村、东峰村、南源村、大际村、井岐村、长溪村、坤口村、记源村、桂林村、大房村、坪林村、霞镇村、东山下村、东溪口村、铜场村和良种场。